# Sussaba nigra
Sussaba nigra là một loài tò vò trong họ Ichneumonidae.